# Regió determinant de la complementarietat

Un fragment de cadena senzilla d'anticòs mostrant les posicions de les tres regions determinants de la complementarietat, CDR1, CDR2 i CDR3.

La regió determinant de la complementarietat (en anglès complementarity determining region o CDR) és una seqüència curta d'aminoàcids que es troba en els dominis variables de les proteïnes amb funció del receptor dels antígens (immunoglobulines i receptor de limfòcits T) que complementen l'antigen i, per tant, li dona a aquest receptor seva especificitat per l'antigen en particular.
Cada cadena de polipèptids d'un receptor d'antígens conté tres CDR (CDR1, CDR2 i CDR3). Ja que els receptors d'antigen estan típicament compostos de dues cadenes polipeptídiques, hi ha sis CDR per cada receptor d'antigen que poden posar en contacte amb l'antigen (cada cadena pesada i lleugera conté tres CDR), i dotze CDR en cada molècula d'anticòs i seixanta CDR en una molècula pentamèrica d'IgM.
Atès que la major part de la variació de seqüències que s'associa amb les immunoglobulines i receptors del limfòcit T es troba en els CDR, a aquestes regions se les sol anomenar "dominis hipervariables". Entre aquests, el CDR3 mostra la major variabilitat i està codificat per una combinació entre els segments de les regions VJ (VDJ en el cas de les cadenes pesades).